# TrafficLight
TrafficLight est un logiciel de sécurité informatique édité par BitDefender, module complémentaire gratuit pour navigateur Web, qui intègre un scanner antivirus et anti-hameçonnage web en temps réel. Il indique à l'utilisateur si les liens consultés sont sûrs.